# Allorathkea ankeli
Allorathkea ankeli är en nässeldjursart som beskrevs av Schmidt 1972. Allorathkea ankeli ingår i släktet Allorathkea och familjen Rathkeidae.
Artens utbredningsområde är Röda havet. Inga underarter finns listade i Catalogue of Life.